# Tetraonyx propinqua
Tetraonyx propinqua là một loài bọ cánh cứng trong họ Meloidae. Loài này được Burmeister miêu tả khoa học năm 1881.